# NLOS-C
El NLOS-C era un cañón de 155 mm cuyo objetivo es proporcionar mayor capacidad de respuesta y  letalidad a la unidad de acción, desarrollado como parte del sistema de combate futuro del Ejército de los EE. UU. Esta pieza de artillería móvil y blindada ofrece un alcance ampliado, un ataque de precisión y  apoyo de otras unidades de combate.
El programa FCS finalizó en 2009 debido a preocupaciones sobre la asequibilidad del programa y la preparación tecnológica. El programa MGV fue sucedido por el programa Ground Combat Vehicle, que se canceló en 2014.

## Descripción general

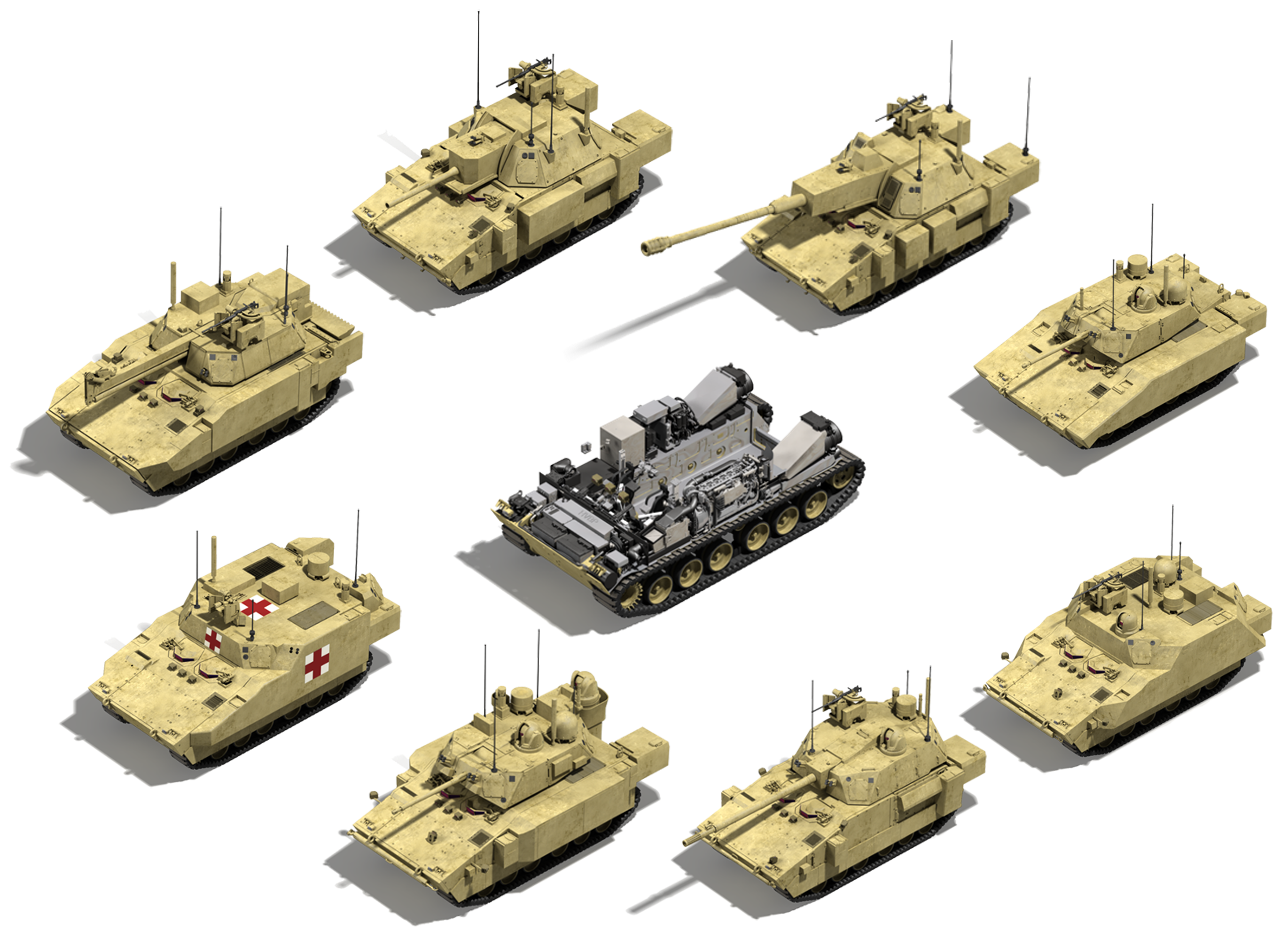
Todas las variantes del programa de vehículos terrestres tripulados y el chasis común MGV.

El NLOS-C es un sistema que se propone a desarrollar para ser parte de la FCS (Future Combat Systems) y está financiado por el Congreso de los EE. UU. poco después de la cancelación de la sustitución cruzada XM2001 M109. Se trata de un vehículo de 18 toneladas que puede ser un sustituto de los sistemas actuales de vehículos en la clase 40-60 toneladas de peso. Si se llega a los parámetros de diseño, entonces podrá proporcionar un nivel menor de dificultad en el transporte aéreo comparado con el M-109. 
El objetivo primordial del sistema es proporcionar fuego de respuesta en apoyo de la FCS (sistemas de combate futuro) Batallones de Armas Combinadas (JCA), y sus unidades subordinadas de acuerdo con la línea de visión, más allá de la línea de visión (BLOS), sin línea de visión (NLOS) y otras capacidades.

## Prototipos
El prototipo del NLOS-C fue presentado en junio de 2008 por BAE Systems en Minneapolis, Minnesota. El prototipo 1 hizo su primera aparición pública en el National Mall en Washington el 11 de junio de 2008. Un total de ocho prototipos iban a ser entregado al ejército estadounidense en Arizona, en 2009.
El Ejército espera la entrega de los seis primeros prototipos de vehículos de NLOS-C en Fort Bliss, Texas en 2010 para las pruebas y la evaluación. El grupo de evaluación en el Fuerte Bliss recibirá seis vehículos al año para un total de 18 en 2012. El ejército espera que el  NLOS-C pueda estar en el campo de batalla en 2014.
El Departamento de Defensa anunció recortes presupuestarios en abril de 2009, que resultaron en la cancelación de la familia de vehículos terrestres tripulados FCS. El ejército emitió una orden de suspensión de trabajos para los esfuerzos de MGV y NLOS-C en junio. En julio, el ejército eliminó el MGV, pero no el NLOS-C. En el comunicado de prensa, el Ejército dijo que la cancelación tendría un "impacto negativo" en el desarrollo de NLOS-C, pero dijo que estaba buscando un "camino viable a seguir" para NLOS-C.
El Departamento de Defensa determinó que los diseños de vehículos FCS propuestos no proporcionarían suficiente protección contra los IED.
El Ejército planeó reiniciar desde el principio en vehículos terrestres tripulados. El sucesor más pesado del programa, el Vehículo de combate terrestre , fue cancelado en 2014.

### Vehículos similares
- PZH-2000
- Obús autopropulsado M108
 Obús autopropulsado M109
 Obús autopropulsado M110
- AMX MK F3
- Sholef
- Tipo 99
- K-9 Thunder
- AHS Krab
- 2S19 Msta
- T-155 Fırtına
- SSPH Primus
- G6 Rhino